# فئانور
فئانور (IPA: [ˈfɛ.anɔr]) یک شخصیت داستانیِ برجسته و مهم در کتاب سیلماریلیون اثر جی. آر. آر. تالکین است که سرنوشتی تراژیک دارد. او که  از  خاندان  والار  محسوب  می‌شود،  با  نبوغ  و  مهارت  بی‌نظیرش،  خط تنگوار را  ابداع  کرد، سنگ‌های پالانتیر را  ساخت  و  سه  گوهر  بی‌بدیل سیلماریل را  خلق  نمود.  این  جواهرات  مسحورکننده  که  با  چیره‌دستی  تمام  ساخته  شده‌ و نام  و  مضمونِ این کتاب  را  به  خود  اختصاص  داده‌اند،  شعله‌های  تفرقه  و  ویرانی  را  در  تاریخ  سرزمین  میانه  برافروخته‌اند.  فئانور،  نخستین  فرزند فینوه،  پادشاه  الف‌های  نولدور،  و  میریل،  همسر  اولش (فینوه و میریل) بود. 
سیلماریلهای فئانور  در  کانون  داستان سیلماریلیون قرار  دارند  و  انسان‌ها  و اِلفها  را  در  نبردی  حماسی  با  نیروهای  شریر  به  رهبری مورگوت درگیر  می‌کنند.  هنگامی  که  مورگوت،  ارباب  تاریکی،  سیلماریل‌ها  را  به  یغما  می‌برد،  فئانور  و  هفت  پسرش  سوگندی  سهمگین  یاد  می‌کنند  که  به "سوگند  فئانور"  شهرت  دارد.  آن‌ها  در  اوج  خشم  و  با  آتش  انتقام  در  دل،  عهد  می‌بندند  که  با  هر  کسی  که  سیلماریل‌ها  را  از  آن‌ها  دریغ  کند،  چه اِلف باشد،  چه  انسان، مایا یا  حتی والا،  به  نبرد  بپردازند.
این  سوگند  شوم،  فئانور  و  پسرانش  را  به  سوی سرزمین میانه می‌کشاند  و  آن‌ها  را  در  این  مسیر  به  ارتکاب  جنایاتی  هولناک  علیه  هم‌نوعانِ  اِلف خود  در بندرگاه خاندانِ تلری سوق  می‌دهد.  این  فاجعه  که  به  «خویشاوندکُشیِ  اول»  معروف  است،  داغی  سیاه  بر  تاریخ  الف‌ها  به  جای  می‌گذارد.  فئانور  چندی  پس  از  ورود  به  سرزمین  میانه،  در  نبردی  نابرابر  با بالروگها،  جان  می‌سپارد.  پسران  او  که  وارث  سوگند  پدر  و  عطش  انتقام  او  هستند،  برای  شکست  مورگوت  و  بازپس‌گیری  سیلماریل‌ها  با  یکدیگر  هم‌پیمان  می‌شوند،  اما  در  نهایت  باعث  رنج  و  عذاب  بیشتر  برای  الف‌ها  می‌گردند.
جین چنس،  از پژوهشگرانِ برجستۀ آثار  تالکین،  غرور  فئانور  را  ریشۀ سقوط  او  می‌داند.  او  همچنین  فساد  الف‌ها  و  انسان‌ها  توسط  مورگوت  را  به  وسوسه شدنِ آدم و حوا در باغ عدن توسط  شیطان و  آرزوی  دست‌یابی  به  دانش و حکمتِ الهی،  تشبیه  می‌کند.  برخی  دیگر،  فئانور  را  با بیرتنوت،  رهبر آنگلوساکسونها،  مقایسه  کرده‌اند  که  غرور  و  جاه‌طلبیِ بی‌حد  و  حصر  او  منجر  به  شکست  و  مرگش  در نبرد مالدون شد.  تام شیپی،  نویسنده  و  منتقد  ادبی،  بر  این  باور  است  که  غرور  فئانور  به  طور  ویژه  ناشی  از  آرزوی سوزان  او  برای  خلق  آثاری  است  که  بازتابی  از  شخصیت  خودش  باشند  و  این  را  به  اشتیاق  خود  تالکین  به جهان‌آفرینی تشبیه  می‌کند.  جان  الیسون (یکی از اعضای جماعت تالکین) نیز  این  غرور  سرکش  و  خلاقانه  را  با  غرور  شخصیت  اصلی  در  رمان دکتر فاوستوس اثر توماس مان توماس  مان  (۱۹۴۷)  مقایسه  می‌کند  و  معتقد  است  که  هم  آن  رمان  و  هم  افسانۀ  تالکین،  واکنشی  به  فجایع جنگ جهانی  بوده‌اند.

## تاریخچه خیالی
دوران اولیه زندگی
فئانور، نخستین فرزند فینوه، پادشاه والامقام نولدور، و میریل بود.  میریل، مادر فئانور، چنانکه گویی تمام شور و نیروی زندگی‌اش را به پای فرزندش ریخته بود،  اندکی پس از تولد او،  چشم از جهان فروبست.  فئانور  موجودی  استثنایی  بود  و  از  هر  نظر،  چه  جسمی  و  چه  روحی،  در  میان  هم‌نوعان  خود  می‌درخشید.  در  شجاعت  و  پایداری،  در  زیبایی  و  دانایی،  در  مهارت  و  چیره‌دستی،  در  قدرت  و  تیزبینی،  بر  تمام  فرزندان  ایلوواتار برتری  داشت  و  گویی  شعله‌ای  فروزان  در  وجودش  زبان  می‌کشید.  فینوه  پس  از  مرگ  میریل  دوباره  ازدواج  کرد  و  صاحب  فرزندان  دیگری  شد،  از  جمله فین‌گولفین و فینارفین که  برادران  ناتنی  فئانور  بودند.  فئانور  برای  کسب  علم  و  مهارت  به  محضر  پدرزن  خویش، ماهتان،  که  خود  شاگرد  والای  مشهور، آئوله  بود،  شتافت.  او  به  سرعت  در  هنرهای  مختلف  تبحر  یافت  و  به  صنعتگری  چیره‌دست  و  جواهرسازی  بی‌همتا  بدل  شد.  اختراع  خط  تنگوار  و  ساخت  سنگ‌های  جادویی  پالانتیر  که  توانایی  دیدن  مکان‌های  دور  را  داشتند،  تنها  نمونه‌هایی  از  نبوغ  و  خلاقیت  او  بودند.

### سیلماریل‌ها
اطلاعات بیشتر: سیلماریل
فئانور  در  اوج  نبوغ  و  استادی  خود،  با  به  کارگیری  نور  دو  درخت  مقدس  والینور،  سه  گوهر  بی‌مانند  سیلماریل  را  خلق  کرد.  این  جواهرات  که  به  «جواهرات  بزرگ»  نیز  معروفند،  صرفاً  سنگ‌های  درخشان  نبودند،  بلکه اشیائی زنده،  جاودان  و  سرشار  از  قداست  بودند. حتی  والاها با  تمام  قدرت  و  جلال  الهی  خود  نمی‌توانستند  مانند  آن‌ها  را  بسازند.  در  حقیقت،  خود  فئانور  نیز  قادر  به  ساخت  سیلماریل‌های  دیگر  نبود،  چرا  که  بخشی از  روح  و  وجودش  در  آن‌ها  دمیده  شده  بود.  ارزش  سیلماریل‌ها  به  راستی  بی‌نهایت  بود،  زیرا  منحصر  به  فرد  و  تکرارنشدنی  بودند.  والا واردا  با  قدرت  الهی  خود،  آن‌ها  را  چنان  تقدیس  کرد  که  هیچ  موجود  فانی،  با  دست  ناپاک  و  هیچ  نیروی  پلیدی  یارای  لمس  آن‌ها  را  نداشت،  زیرا  در دم  می‌سوخت  و  به  خاکستر  بدل  می‌شد.
فئانور  شیفته  و  عاشق  سیلماریل‌هایش  بود  و  با  جان  و  دل  از  آن‌ها  محافظت  می‌کرد.  اما  این  عشق  به  جواهرات،  به  تدریج  به  سوءظن  و  بدگمانی  در  او  دامن  زد.  او  حتی  به  والاها و  دیگر  الف‌ها  نیز  مشکوک  شده  بود  و  گمان  می‌کرد  که  همه  به  جواهرات  او  چشم  طمع  دارند.  ملکور،  والای  خبیث  که  از  زندان  رهایی  یافته  بود  و  در والینور به  سر  می‌برد،  از  این  فرصت  استفاده  کرد  و  با  دسیسه  و  نیرنگ،  کینه  و  اختلاف  را  در  نولدور پراکنده  ساخت.  فئانور  که  از  ملکور  بیزار  بود،  از  هرگونه  تماس  با  او  اجتناب  می‌کرد،  با  این  حال  در  دام  توطئه‌های  شوم  او  گرفتار  آمد.  او  در  اوج  خشم،  فینگولفین  را  از  دروغ‌پراکنی  برحذر  داشت  و  او  را  به  مرگ  تهدید  کرد.  والاها  برای  تنبیه  فئانور،  او  را  به  مدت  دوازده  سال  به  سرزمین  دورافتاده فورمنوس  تبعید  کردند.  فینوه  نیز  به  نشانه  همدردی  با  پسرش،  به  فورمنوس  رفت  و  او  را  در  تبعید  همراهی  کرد.
سرانجام  والاها  از  نقشه  پلید  ملکور  برای  برانگیختن  خشم  و  کینه‌  فئانور  آگاه  شدند  و  یکی  از  خود،  به  نام  تولکاس،  را  برای  دستگیری  او  فرستادند.  اما  ملکور  زیرک‌تر  از  آن  بود  که  به  دام  بیفتد  و  پیش  از  رسیدن  تولکاس،  گریخت.  فئانور  با  هوشیاری  و  ذکاوت  خود  دریافت  که  هدف  نهایی  ملکور  ربودن  سیلماریل‌ها  است.  به  همین  دلیل،  درهای  خانه‌اش  را  به  روی  تمام  موجودات،  حتی  قدرتمندترین  آن‌ها،  بست  و  با  چنگ  و  دندان  از  جواهراتش  محافظت  کرد.
پس  از  گذشت  مدتی،  والاها  در  تلاش  برای  برقراری  صلح  و  آشتی،  فئانور  و  فینگولفین  را  به  والینور  فراخواندند.  فینگولفین  با  فروتنی  و صدق و راستی و احترام به مقام  برادر  بزرگتر،  با  او  آشتی  کرد.  فئانور  نیز  ظاهراً  کینه  و  خشم  را  کنار  گذاشت  و  با  برادرش  صلح  کرد.  اما  این  آشتی  شکننده و  کوتاه  بود.  ملکور  به  همراه اونگولیانت،  عنکبوت  غول‌پیکر،  در  حمله‌ای  غافلگیرکننده،  دو  درخت  مقدس  والینور  را  نابود  کردند.  با  از  بین  رفتن  دو  درخت،  سیلماریل‌ها  تنها  یادگار  و  منبع  نور  آن‌ها  بودند.  والار  از  فئانور  درخواست  کردند  که  سیلماریل‌ها  را  به  آن‌ها  بسپارد  تا  شاید  بتوانند  با  استفاده  از قدرت  آن‌ها،  دو  درخت  را  زنده  کنند.  اما  فئانور  سرسختانه  مخالفت  کرد  و  گفت:  «شاید  بتوانم  جواهراتم  را  از  شکلِ کنونی‌شان به درآورم،  اما  هرگز  نمی‌توانم  دوباره  مانند  آن‌ها  را  بسازم.  اگر  مجبور  به  شکستن  آن‌ها  شوم،  گویی  قلب  خود  را  شکسته‌ام».  او  به  هیچ  وجه  راضی  به  تسلیم  سیلماریل‌ها  نشد.  در  همین  هنگام،  خبر  رسید  که  ملکور  به فورمنوس  حمله  کرده،  پدرش  فینوه  را  به  قتل  رسانده  و  سیلماریل‌ها  را  به  سرقت  برده  است.  با  این  اتفاق  ناگوار،  یاوانا،  والای  طبیعت،  دیگر  امید خود به  احیای  دو  درخت را از دست داد.
فئانور  از  شنیدن  خبر  مرگ  پدر  و  سرقت  سیلماریل‌ها  چنان  خشمگین  شد  که  ملکور  را  «مورگوت»  به  معنای  «دشمن  سیاه»  نامید. او  در  برابر  این  دشمن  قسم‌خورده  و  والاها  که  به  گمان  او  در  این  فاجعه  مقصر  بودند،  به  پا  خاست. فئانور  در  شهر  الفی تیریون  سخنرانی  پرشوری  ایراد  کرد  و  اکثر  مردمِ  خود  را  متقاعد  کرد  که  برای  انتقام  خون  پدر  و  رهایی  از  سلطه  والار،  به  سرزمین  میانه  بازگردند.  او  و  هفت  پسرش  سوگندی  سهمگین  یاد  کردند  که  به  "سوگند  فئانور"  معروف  شد:
«آن‌ها  سوگندی  یاد  کردند  که  هیچ‌کس  نتواند  و  نباید  آن  را  بشکند،  سوگندی  به  نام  ایلوواتار،  خالق  یگانه.  آن‌ها  تاریکی  ابدی  را  بر  خود  فرا  خواندند  اگر  به  این  سوگند  وفا  نکنند...  و  عهد  بستند  که  با  تمام  قوا  و  با  کینه  و  نفرت،  تا  آخرین  نقطه  جهان،  والا،  دیو،  الف  یا حتی انسانی  را  که  هنوز  متولد  نشده  و  یا  هر  موجود  دیگری،  بزرگ  یا  کوچک،  خوب  یا  بد  را  که  در  آینده  پا  به  عرصه  وجود  بگذارد  و  سیلماریل  را  در  اختیار  داشته  باشد  یا  آن  را  از  آن‌ها  بگیرد  یا  از  آن‌ها  دریغ  کند،  تعقیب  کنند».

### بازگشت بهبلریاند
فئانور  برای  رسیدن  به  سرزمین  میانه  به  سواحل آمان رفت  و  از خاندانِ تلری  که  مردمانی  دریانورد  بودند،  درخواست  کمک  کرد.  اما  آن‌ها  از  همکاری  با  فئانور  سر  باز  زدند.  فئانور  که  در  بند  سوگند  و  عطش  انتقام  گرفتار  شده  بود،  به  نولدور  دستور  داد  تا  کشتی‌های  تلری  را  به  زور  تصاحب  کنند. مردمان تلری  در  برابر  این  عمل  مقاومت  کردند  و  بسیاری  از  آن‌ها  در  این  درگیری  کشته  شدند.  این  نبرد  به  «خویشاوندکشی  در  آلکوآلونده»  یا  «نخستین  خویشاوندکشی»  معروف  شد. پسران  فئانور  نیز  بعدها  دو  بار  دیگر  به  نام و یادِ پدرشان  علیه  الف‌ها  در  سرزمین  میانه  جنگیدند  و  خون  بسیاری  را  بر  زمین  ریختند.  فینارفین،  سومین  پسر  فینوه،  که  از  این  اعمال  برادر  و  برادرزادگانش  به  شدت  شرمنده و  اندوهگین  بود،  به  همراه  سپاهش  از  ادامه  مسیر  منصرف  شد  و  به  والینور  بازگشت.  والاها  آن‌ها  را  بخشیدند  و  فینارفین  به  عنوان  پادشاه  عالی  نولدور  در  والینور  بر  تخت  نشست.  اما  الف‌های  باقی  مانده  که  فئانور  و  فینگولفین  را  در  این  شورش  همراهی  کردند،  مورد  نفرین ماندوس قرار  گرفتند.  بر  اساس  این  نفرین،  اگر  آن‌ها  به  سرکشی  و  نافرمانی  از  والاها  ادامه  دهند،  دچار  بدبختی  و  رنج  خواهند  شد.  از  آنجا  که  کشتی‌های  کافی  برای  حمل  تمام  نولدور  از  دریا  وجود  نداشت،  فئانور  و  پسرانش  تصمیم  گرفتند  با  گروه  اول  به  سرزمین  میانه  بروند.  آن‌ها  پس  از  رسیدن  به  غرب بلریاند،  کشتی‌ها  را  به  آتش  کشیدند  و  فینگولفین  و  یارانش  را  در  آن  سوی  دریا  رها  کردند.  فینگولفین  که  از  این  خیانت  به  خشم  آمده  بود،  مجبور  شد  از  مسیر  طولانی  و  پر  خطر  زمینی،  از  میان  یخ‌های  شمال،  به  سرزمین  میانه  بیاید.
مورگوت  که  از  ورود  نولدور  به  سرزمین  میانه  آگاه  شده  بود،  لشکر  خود  را  از  قلعه انگباند  فراخواند  و  به  اردوگاه  فئانور  در  میثریم حمله  کرد.  این  نبرد  که  به «نبرد  زیر  ستارگان»  یا  داگور-نویین-گیلیات معروف  است،  پیش  از  آفرینش  خورشید  و  ماه  رخ  داد.  نولدور  در  این  نبرد  پیروز  شدند  و  مورگوت  را  شکست  دادند.  فئانور  با  غرور  و  اعتماد  به  نفس  به  سوی  آنگباند  پیشروی  کرد.  اما  در  نزدیکی  آنگباند،  در  حالی  که  تعداد  کمی  از  الف‌ها  او  را  همراهی  می‌کردند،  در  کمین  گروهی  از  بالروگ‌ها  گرفتار  شد.  او  با  شجاعت  و  مهارت  با گوتموگ،  فرمانده  بالروگ‌ها،  به  نبرد  پرداخت.  پسران  فئانور  که  از  این  موضوع  آگاه  شدند،  با  لشکر  زیادی  از  الف‌ها  به  کمک  پدر  شتافتند  و  بالروگ‌ها  را  شکست  دادند.  اما  فئانور  زخم‌های کاری  برداشته  بود  و  می‌دانست  که  مرگ  او  نزدیک  است.  او  سه  بار  مورگوت  را  نفرین  کرد  و  در لحظات پایانیِ عمر  خود  دید  که سپاه الف‌هایش  به  تنهایی  قادر  به  فتح  برج‌های  تاریک  تانگورودریم  نیستند.

پیامدها
سوگند  فئانور  بر  سرنوشت  عاشقان  افسانه‌ای، برن و لوثین،  نیز  تأثیر  گذاشت.  آن‌ها  برای  وفای  به  عهد  عشق،  یکی  از  سیلماریل‌ها  را  از  تاج  مورگوت  به  سرقت  بردند.  این  عمل  آغازگر  خویشاوندکشی  و  سال‌ها  نزاع  و  درگیری  میان  الف‌ها  شد. سرانجام ائارندیل با  فداکاری  و  اراده‌ای  پولادین، سیلماریل سرقت شده  را  با  خود  به  غرب  برد  و  از  والاها  درخواست  یاری  کرد. این  سیلماریل  از  دسترس  پسران  فئانور  خارج  شد،  اما  دو  سیلماریل  دیگر  همچنان  در  تاج  مورگوت  باقی  ماندند.  این  دو  گوهر  نیز  سرانجام  دزدیده  شدند،  یکی  در  دل  زمین  و  دیگری  در  اعماق  دریا  ناپدید  گشت. 
بر  اساس  پیشگویی ماندوس،  پس  از  بازگشت  نهایی  ملکور  و  شکست  او  در  داگور داگوراث (نبرد  نبردها)،  جهان  دگرگون  خواهد  شد  و  والاها  سیلماریل‌ها  را  باز  خواهند  یافت.  فئانور  از تالارهای ماندوس آزاد  خواهد  شد  و  سیلماریل‌ها  را  به یاوانا تقدیم  خواهد  کرد.  فئانور  آن‌ها  را  خواهد  شکست  و  یاوانا  با  استفاده  از  نور  رها  شده  از  آن‌ها،  دو  درخت  را  دوباره  زنده  خواهد  کرد. کوه‌های پلوری هموار  خواهند  شد  و  نور  دو  درخت  تمام  جهان  را  در  بر  خواهد  گرفت  و  شادی  و  سعادت  ابدی  بر  جهان  حکم‌فرما  خواهد  شد.

## پروراندن شخصیت
نام اصلی فئانور در زبان کوئنیا، زبان ساختگی تالکین، کوروفینوه (به معنای «[فرزند] ماهرِ فینوه») بود. او در زبان کوئنیا با نام فئانارو، «روح آتش» نیز شناخته می‌شود که از fëa (به معنای «روح») و nár (به معنای «شعله») گرفته شده است. فئانارو «نامِ مادری» یا آمیلسۀ اوست، نامی که مادر الف در هنگام تولد یا چند سال پس از آن به فرزند خود می‌دهد و یکی از نام‌های حقیقِیِ الف‌ها بود.
تالکین حداقل چهار نسخه از سوگند فئانور را نوشت که در مجموعۀ تاریخ سرزمین میانه گردآوری شده است. سه نسخه اولیه در اشعار بلریاند یافت می‌شوند: در شعر  alliterative (حدود 1918-1920)، در فصل 2، "اشعار اولیه رها شده" پرواز نولدولی از والینور. سطرهای 132-141; در دوبیتی‌های قافیه‌دار (حدود 1928)، در فصل 3، "سرود لیتین". سرود ششم، سطرهای 1628-1643; و به شکلی متفاوت که توسط سلگورم، سومین پسر فئانور، در فصل 3، "سرود لیتین" بازگو شده است. سرود ششم، سطرهای 1848-1857. نسخه بعدی در حلقه مورگوت یافت می‌شود. فئانور از جمله شخصیت‌های اصلی است که تالکین، که به تصویرسازی نوشته‌های خود نیز می‌پرداخت، برای آن‌ها یک نشان هیرالدیک متمایز در نظر گرفت.

## تحلیل

### غرور و سقوط
جین چنس، پژوهشگر و تالکین‌شناس، فساد الف‌ها و انسان‌ها توسط مورگوت را به وضوح نشأت گرفته از کتاب مقدس می‌داند، زیرا «یادآور فساد آدم و حوا توسط شیطان است. میل به قدرت و خدای‌گونه بودن همان میل به  دانشِ شناختِ  خوب  و  بد  است  که  در  باغ  عدن  شاهد  آن  بودیم». او سیلماریل‌ها را نمادی از همان «میل» می‌داند. او آرزوی فئانور برای شبیه شدن به والاها به منظور خلق «آفریده‌های خودش» را «غرور  سرکش» معرفی  می‌کند  و  مانند  ملکور،  او نیز  «تسلیم  عشق  حریصانه»  به  آفریده‌های  خود  می‌شود  که  باعث  سقوطش می‌شود.  او  اشاره  می‌کند  که  شورش  فئانور  توسط آر-فارازون،  مرد  نومه‌نوری،  و  سپس  در  پایان  سیلماریلیون  توسط  مایای مشهور، سائورون،  که  به  ارباب  تاریکی  در  داستان ارباب  حلقه‌ها  تبدیل  می‌شود،  تکرار  می‌شود.
مقایسه جین چنس میانِ فئانور و مورگوت با شخصیت‌های کتاب مقدس در سِفْرِ پیدایش
| تالکین                                                                  | کتاب مقدس                                                  | نتیجه                                                              |
| ----------------------------------------------------------------------- | ---------------------------------------------------------- | ------------------------------------------------------------------ |
| مورگوت انسان‌ها و الف‌ها را فاسد می‌کند                                    | شیطان آدم و حوا را فاسد می‌کند                              | مورگوت تبعید می‌شود، قلعه آنگباند او نابود می‌شود، بلریاند غرق می‌شود |
| فئانور: غرور سرکش، میل به غرور و خدای‌گونه بودن، سیلماریل‌ها را خلق می‌کند | آدم و حوا: میل به دانش خدای‌گونۀ شناختِ خوب و بد پیدا می‌کنند | سقوط فئانور: مرگ او، فاجعه برای مردمش، ویرانی بلریاند              |

الیزابت  سولپووا،  زبان‌شناس،  بر  این  باور  است  که  شخصیت  فئانور  از  بیرتنوت،  رهبر  آنگلوساکسون،  و  به  ویژه  نحوۀ بازنماییِ او  در شعری که به مناسب «نبرد مالدون» سروده شده، الهام  گرفته  شده  است.  این  شعر  حکایت  از  کشته  شدن  او  در  آن  نبرد  دارد  که  در  سال  991  اتفاق  افتاد.  تالکین  نمایشنامه  کوتاهی نیز در  قالب  شعر  به  نام  «بازگشت  به  خانه  بیرتنوت،  پسر  بیرتهلم» دربارۀ غرور  بی‌جای  این  شخصیت  نوشت و  بیرتنوت  را  به  عنوان  کسی  که  توسط  «غرور  و سلحشوریِ بی‌جای کُشنده»  گمراه  شده  و  «برای  قهرمان  بودن  زیادی احمق بود»  توصیف  کرد. فئانور  نیز  به  طور  مشابهی  توسط  «غرور  غیرقابل  کنترل»  که  باعث  مرگ  او  و  پیروان  بی‌شمارش  می‌شود،  راهبری می‌شود.

### غرورِ جهان‌آفرینی
تام شیپی،  پژوهشگر و تالکین‌شناس،  معتقد  است  که  فئانور  و  سیلماریل‌های  او  به  مضمونِِ کتابِ  سیلماریلیون  به  شیوه‌ای  خاص  مربوط  می‌شوند:  گناه  الف‌ها  غرور  انسانی  نیست،  مانند هبوط در  کتاب  مقدس،  بلکه  «میلِ  آن‌ها  به  ساختن  چیزهایی  است  که  برای  همیشه  هویتشان  را  منعکس  یا  متجسم  کنند».  این  غرورِ خاصّ الف‌ها،  فئانور  را  به  ساخت  سیلماریل‌ها  سوق  می‌دهد  و،  شیپی  پیشنهاد  می‌کند، همین غرور بود که  تالکین  را  به  نوشتن  داستان‌هایش  وادار  کرد:  «تالکین  نمی‌توانست  از  دیدن  بخشی  از  خود  در  فئانور  و سارومان خودداری  کند،  و  میلِ  شاید  مشروع، یا  شاید نامشروعِ آن‌ها  به  جهان‌آفرینی را  به  اشتراک  بگذارد».
جان  الیسون،  در  مقاله‌ای  در  مجله  "مالورن"،  نشریه  انجمن  تالکین،  به  مقایسه  فئانور  با  شخصیت  فاوست  در  ادبیات  غرب  می‌پردازد  و  به  طور  خاص  به  رمان  "دکتر  فاوستوس"  اثر  توماس  مان  (۱۹۴۷)  اشاره  می‌کند.  از  دیدگاه  الیسون،  مسیر  زندگی  هر  دو  شخصیت  نمونه‌ای  از  «نبوغی  است  که  در  نهایت  به  جنون  می‌انجامد».  در  واقع،  نیروی  خلاق  و  عطش  سیری‌ناپذیر  برای  آفرینش،  چون  آتشی  مهارنشدنی،  صاحب  خود  را  می‌سوزاند  و  نابود  می‌کند  و  در  این  میان،  بنیان‌های  جامعه  را  نیز  به  ورطه  نابودی  می‌کشاند. الیسون  به  شباهت‌های  جالبی  میان  فئانور  و  لوفرکوهن،  شخصیت  فاوست  در  رمان  مان،  اشاره  می‌کند.  هر  دو  در  زمینه‌های  خود  نابغه  هستند  و  در  مهارت  و  خلاقیت  از  اساتید  خود  پیشی  می‌گیرند.  اما  این  نبوغ  سرکش،  در  نهایت  آن‌ها  را  به  کام  جنون  و  نابودی  می‌کشاند.  الیسون  با  اشاره‌ای  کنایه‌آمیز  به  زمینه  تاریخی  هر  دو  داستان،  یعنی  فروپاشی  آلمان  نازی  در  رمان  مان  و  فروپاشی  اروپای  پیش  از  جنگ  جهانی  اول  در  اسطوره‌شناسی  تالکین،  بر  این  نکته  تأکید  می‌کند  که  هر  دو  اثر  بازتابی  از  بحران‌ها  و  تراژدی‌های  دوران  خود  هستند.  او  می‌نویسد:  «فئانور  دقیقاً  معادل  دکتر  فاوستوس  نیست،  زیرا  او  با  شیطان  پیمان  نمی‌بندد»  اما  هر  دو  شخصیت  در  بند  غرور  و  جاه‌طلبی  خود  گرفتار  می‌آیند  و  سرنوشتی  تراژیک  را  برای  خود  و  اطرافیانشان  رقم  می‌زنند.  الیسون  لوفرکوهن  را  «فئانور  زمانۀ ما»  می‌نامد  و  معتقد  است  که  جهان  تالکین،  برخلاف  تصور  اولیه  از  نبرد  خیر  و  شر،  در  شخصیت  فئانور  نشان  می‌دهد  که  نیروهای  خلاق  و  ویرانگر  در  سرشت  انسان  به  هم  پیوسته‌اند  و  این  جوهرۀ «جهان  هبوط کرده»ای  است  که  ما  در  آن  زندگی  می‌کنیم.  او  همچنین  بر  نقش  محوری  فئانور  در  کل  افسانه‌شناسی  تالکین  تأکید  می‌کند  و  او  را  «محوری  می‌داند  که  تمام  این  داستان  عظیم  ...  به  دور  آن  می‌چرخد».

تبار به مثابه راهنمای شخصیت
اطلاعات بیشتر: تبار به مثابه راهنمای شخصیت در افسانه‌شناسی تالکین
شیپی و ورلین فلیگر، هر دو از محققان برجسته آثار تالکین، بر این باورند که تالکین از تبار و نسب به عنوان ابزاری برای شکل‌دهی به شخصیت‌هایش استفاده می‌کرده است.  شیپی در این باره می‌نویسد که سیلماریلیون در این زمینه بازتابی از اساطیر اسکاندیناوی است و برای درک کامل این موضوع، شاید لازم باشد به شجره‌نامه‌ها و تاریخچه خانوادگی شخصیت‌ها دقت کنیم.
| شخصیت                                      | تبار                                  | تأثیر بر شخصیت                               |
| ------------------------------------------ | ------------------------------------- | -------------------------------------------- |
| فئانور                                     | نولدور خالص از هر دو طرف پدری و مادری | خلاق، لجوج، خودخواه                          |
| برادران ناتنی فئانور، فینارفین و فینگولفین | مادر (ایندیس) از نژاد «برتر» والاهاست | برتر از فئانور در زمینۀ «خویشتن‌داری و سخاوت» |
| فرزندان فینارفین، فینرود و گالادریل        | مادر (ارون) از نژاد «پست‌تر» تلری است  | نسبتاً دلسوز و همدل                           |
| فرزندان فینگولفین، مثلاً آردهل              | نژاد مختلط نولدوها/والاها             | بی‌پروا                                       |
| پسران فئانور                               | نولدور خالص                           | پرخاشگر، نامهربان                            |

فلیگر می‌نویسد که آتش وجود فئانور، نیروی محرکه خلاقیت اوست و او را به خلق آثار زیبا، از جمله خط زیبای فئانوری و جواهرات بی‌نظیر، و از جمله، جواهراتِ سرنوشت‌سازی به نام سیلماریل‌ها، سوق می‌دهد. او  با  تأکید  بر  دقت  تالکین  در  انتخاب  واژگان،  به  این  نکته  اشاره  می‌کند  که  تالکین  فئانور  را  هم  "subtle"  و  هم  "skilled"  می‌نامد.  "subtle"  از  ریشه  لاتین  sub-tela  به  معنای  "زیر  تار  (بافندگی)"  گرفته  شده  است  و  به  نخ‌های  پود  اشاره  دارد  که  به  صورت  متقاطع  با  تار  بافته  می‌شوند  و  در  مقابل  رگه  اصلی  قرار  می‌گیرند.  این  استعاره  نشان  دهنده  شخصیتی  خطرناک  و  سرکش  است  که  در  مقابل  جریان  عادی  حرکت  می‌کند.  "skilled"  نیز  از  ریشه  هندواروپایی  skel-  به  معنای  "بریدن"  گرفته  شده  است  و  به  تمایل  نولدور  به  ایجاد  تفرقه  و  جدایی  در  میان  الف‌ها  اشاره  دارد.  در  واقع،  تصمیمات  فئانور  و  سیلماریل‌های  او  منجر  به  تفرقه  و  جنگ،  خویشاوندکشی  الف‌ها،  دزدیدن  کشتی‌های  تلری  در  آمان  و  در  نهایت  فجایع  بیشتر  در  سرزمین  میانه  می‌شود.

تحلیل ورلین فلیگر از انتخاب واژگان تالکین برای فئانور
| واژه تالکین | ریشه شناسی                         | مفهوم ضمنی                                     |
| ----------- | ---------------------------------- | ---------------------------------------------- |
| subtle      | لاتین: sub-tela، "زیر تار" بافندگی | شخصیتی که در خلاف جهت جریان حرکت می‌کند، خطرناک |
| skilled     | هندواروپایی: skel-، "بریدن"        | شخصیتی تفرقه‌انگیز، کسی که باعث درگیری می‌شود    |

## شجره‌نامه
|       |       |       |       |          |          |          |          |          |          |       |       |        |        |        |        |            |         |         |         |           |           |           |           | ایندیس از وانیار | ایندیس از وانیار | ایندیس از وانیار | ایندیس از وانیار | ایندیس از وانیار | ایندیس از وانیار |        |        | فینوه از نولدور | فینوه از نولدور | فینوه از نولدور | فینوه از نولدور | فینوه از نولدور | فینوه از نولدور |        |        | میریل  | میریل  | میریل  | میریل  | میریل  | میریل  |  |  | ماهتان   | ماهتان   | ماهتان   | ماهتان   | ماهتان   | ماهتان   |  |  |  |  |  |  |  |  |  |  |  |  |  |  |  |  |  |  |  |  |  |  |  |  |  |  |  |  |  |  |  |  |  |  |  |  |  |  |  |  |  |  |  |  |
|       |       |       |       |          |          |          |          |          |          |       |       |        |        |        |        |            |         |         |         |           |           |           |           | ایندیس از وانیار | ایندیس از وانیار | ایندیس از وانیار | ایندیس از وانیار | ایندیس از وانیار | ایندیس از وانیار |        |        | فینوه از نولدور | فینوه از نولدور | فینوه از نولدور | فینوه از نولدور | فینوه از نولدور | فینوه از نولدور |        |        | میریل  | میریل  | میریل  | میریل  | میریل  | میریل  |  |  | ماهتان   | ماهتان   | ماهتان   | ماهتان   | ماهتان   | ماهتان   |  |  |  |  |  |  |  |  |  |  |  |  |  |  |  |  |  |  |  |  |  |  |  |  |  |  |  |  |  |  |  |  |  |  |  |  |  |  |  |  |  |  |  |  |
|       |       |       |       |          |          |          |          |          |          |       |       |        |        |        |        |            |         |         |         |           |           |           |           |                  |                  |                  |                  |                  |                  |        |        |                 |                 |                 |                 |                 |                 |        |        |        |        |        |        |        |        |  |  |          |          |          |          |          |          |  |  |  |  |  |  |  |  |  |  |  |  |  |  |  |  |  |  |  |  |  |  |  |  |  |  |  |  |  |  |  |  |  |  |  |  |  |  |  |  |  |  |  |  |
|       |       |       |       |          |          |          |          |          |          |       |       |        |        |        |        |            |         |         |         |           |           |           |           |                  |                  |                  |                  |                  |                  |        |        |                 |                 |                 |                 |                 |                 |        |        |        |        |        |        |        |        |  |  |          |          |          |          |          |          |  |  |  |  |  |  |  |  |  |  |  |  |  |  |  |  |  |  |  |  |  |  |  |  |  |  |  |  |  |  |  |  |  |  |  |  |  |  |  |  |  |  |  |  |
|       |       |       |       | فینارفین | فینارفین | فینارفین | فینارفین | فینارفین | فینارفین |       |       | ایریمه | ایریمه | ایریمه | ایریمه | ایریمه     | ایریمه  |         |         | فین‌گولفین | فین‌گولفین | فین‌گولفین | فین‌گولفین | فین‌گولفین        | فین‌گولفین        |                  |                  | فیندیس           | فیندیس           | فیندیس | فیندیس | فیندیس          | فیندیس          |                 |                 | فئانور          | فئانور          | فئانور | فئانور | فئانور | فئانور |        |        |        |        |  |  | نهردانهل | نهردانهل | نهردانهل | نهردانهل | نهردانهل | نهردانهل |  |  |  |  |  |  |  |  |  |  |  |  |  |  |  |  |  |  |  |  |  |  |  |  |  |  |  |  |  |  |  |  |  |  |  |  |  |  |  |  |  |  |  |  |
|       |       |       |       | فینارفین | فینارفین | فینارفین | فینارفین | فینارفین | فینارفین |       |       | ایریمه | ایریمه | ایریمه | ایریمه | ایریمه     | ایریمه  |         |         | فین‌گولفین | فین‌گولفین | فین‌گولفین | فین‌گولفین | فین‌گولفین        | فین‌گولفین        |                  |                  | فیندیس           | فیندیس           | فیندیس | فیندیس | فیندیس          | فیندیس          |                 |                 | فئانور          | فئانور          | فئانور | فئانور | فئانور | فئانور |        |        |        |        |  |  | نهردانهل | نهردانهل | نهردانهل | نهردانهل | نهردانهل | نهردانهل |  |  |  |  |  |  |  |  |  |  |  |  |  |  |  |  |  |  |  |  |  |  |  |  |  |  |  |  |  |  |  |  |  |  |  |  |  |  |  |  |  |  |  |  |
|       |       |       |       |          |          |          |          |          |          |       |       |        |        |        |        |            |         |         |         |           |           |           |           |                  |                  |                  |                  |                  |                  |        |        |                 |                 |                 |                 |                 |                 |        |        |        |        |        |        |        |        |  |  |          |          |          |          |          |          |  |  |  |  |  |  |  |  |  |  |  |  |  |  |  |  |  |  |  |  |  |  |  |  |  |  |  |  |  |  |  |  |  |  |  |  |  |  |  |  |  |  |  |  |
|       |       |       |       |          |          |          |          |          |          |       |       |        |        |        |        |            |         |         |         |           |           |           |           |                  |                  |                  |                  |                  |                  |        |        |                 |                 |                 |                 |                 |                 |        |        |        |        |        |        |        |        |  |  |          |          |          |          |          |          |  |  |  |  |  |  |  |  |  |  |  |  |  |  |  |  |  |  |  |  |  |  |  |  |  |  |  |  |  |  |  |  |  |  |  |  |  |  |  |  |  |  |  |  |
| آمراس | آمراس | آمراس | آمراس | آمراس    | آمراس    |          |          | آمرود    | آمرود    | آمرود | آمرود | آمرود  | آمرود  |        |        | کوروفین    | کوروفین | کوروفین | کوروفین | کوروفین   | کوروفین   |           |           | کارانتیر         | کارانتیر         | کارانتیر         | کارانتیر         | کارانتیر         | کارانتیر         |        |        | کله‌گورم         | کله‌گورم         | کله‌گورم         | کله‌گورم         | کله‌گورم         | کله‌گورم         |        |        | ماگلور | ماگلور | ماگلور | ماگلور | ماگلور | ماگلور |  |  | مايدروس  | مايدروس  | مايدروس  | مايدروس  | مايدروس  | مايدروس  |  |  |  |  |  |  |  |  |  |  |  |  |  |  |  |  |  |  |  |  |  |  |  |  |  |  |  |  |  |  |  |  |  |  |  |  |  |  |  |  |  |  |  |  |
| آمراس | آمراس | آمراس | آمراس | آمراس    | آمراس    |          |          | آمرود    | آمرود    | آمرود | آمرود | آمرود  | آمرود  |        |        | کوروفین    | کوروفین | کوروفین | کوروفین | کوروفین   | کوروفین   |           |           | کارانتیر         | کارانتیر         | کارانتیر         | کارانتیر         | کارانتیر         | کارانتیر         |        |        | کله‌گورم         | کله‌گورم         | کله‌گورم         | کله‌گورم         | کله‌گورم         | کله‌گورم         |        |        | ماگلور | ماگلور | ماگلور | ماگلور | ماگلور | ماگلور |  |  | مايدروس  | مايدروس  | مايدروس  | مايدروس  | مايدروس  | مايدروس  |  |  |  |  |  |  |  |  |  |  |  |  |  |  |  |  |  |  |  |  |  |  |  |  |  |  |  |  |  |  |  |  |  |  |  |  |  |  |  |  |  |  |  |  |
|       |       |       |       |          |          |          |          |          |          |       |       |        |        |        |        | کله‌بریمبور |         |         |         |           |           |           |           |                  |                  |                  |                  |                  |                  |        |        |                 |                 |                 |                 |                 |                 |        |        |        |        |        |        |        |        |  |  |          |          |          |          |          |          |  |  |  |  |  |  |  |  |  |  |  |  |  |  |  |  |  |  |  |  |  |  |  |  |  |  |  |  |  |  |  |  |  |  |  |  |  |  |  |  |  |  |  |  |

| رنگ | راهنما |
| --- | ------ |
|     | الف    |